# The Wonderful World of the Brothers Grimm
The Wonderful World of the Brothers Grimm (bra O Mundo Maravilhoso dos Irmãos Grimm) é um filme estadunidense de 1962, do fantasia biográfico-musical, dirigido por Henry Levin e George Pal, com roteiro de Charles Beaumont, William Roberts e David P. Harmon baseado no livro biográfico Die Brüder Grimm, de Hermann Gerstner.

## Prêmios e indicações
| Prêmio             | Categoria                         | Recipiente                                                | Resultado |
| ------------------ | --------------------------------- | --------------------------------------------------------- | --------- |
| Globo de Ouro 1963 | Melhor filme musical              | George Pal                                                | Indicado  |
| Globo de Ouro 1963 | Melhor ator - drama               | Laurence Harvey                                           | Indicado  |
| Oscar 1963         | Melhor figurino em filme colorido | Mary Wills                                                | Venceu    |
| Oscar 1963         | Melhor direção de arte - cor      | George Davis, Edward Carfagno, Henry Grace, Dick Pefferle | Indicado  |
| Oscar 1963         | Melhor fotografia                 | Paul C. Vogel                                             | Indicado  |
| Oscar 1963         | Melhor trilha sonora              | Leigh Harline                                             | Indicado  |

## Elenco
- Laurence Harvey ..... Wilhelm Grimm / O Sapateiro ("O sapateiro e os Elfos")
- Karlheinz Böhm ..... Jacob Grimm (creditado como Karl Boehm)
- Claire Bloom ..... Dorothea Grimm
- Walter Slezak ..... Stossel
- Barbara Eden ..... Greta Heinrich
- Oskar Homolka ..... Duque (creditado como Oscar Homolka)
- Martita Hunt ..... Anna Richter (contadora de histórias)
- Betty Garde ..... Senhorita Bettenhausen
- Bryan Russell ..... Friedrich Grimm
- Ian Wolfe ..... Gruber
- Walter Rilla ..... Padre
- Yvette Mimieux ..... A princesa ("A princesa dançarina")
- Russ Tamblyn ..... Lenhador ("A princesa dançarina")/ O Pequeno Polegar (no delírio de Wilhelm)
- Jim Backus ..... O Rei ("A princesa dançarina")
- Beulah Bondi ..... A cigana ("A princesa dançarina")
- Terry-Thomas ..... Sir Ludwig ("O osso cantante")
- Buddy Hackett ..... Hans ("O osso cantante")
- Otto Kruger ..... Rei do julgamento de Ludwig ("O osso cantante")
- Arnold Stang ..... Rumplestiltskin (no delírio de Wilhelm)
- Hal Smith, Mel Blanc, Pinto Colvig e Dal McKennon ..... vozes dos bonecos de madeira - Elfos ("O sapateiro e os Elfos")
- Peter Whitney ..... Gigante (não creditado)
- Tammy Marihugh ..... Pauline Grimm
- Cheerio Meredith ..... Senhor Von Dittersdorf

## Sinopse
Os Irmãos Grimm, conhecidos escritores alemães, são contratados por um Duque para escrever a história da família dele. O trabalho é atrapalhado pelo irmão Wilhelm que está mais interessado em coletar contos de fadas locais. Ele compra de uma florista a história da "Princesa Dançarina" e depois conta a um livreiro e a crianças de rua o conto "O Sapateiro e os Elfos". Jacob, o outro irmão, se esforça para terminar o livro do Duque mas numa primeira leitura o nobre não gosta por ter faltado mais relatos de um antigo membro da família. Ele envia os dois irmãos a uma distante localidade para pesquisar sobre aquele nobre, mas Wilhelm conhece uma anciã que habita uma floresta e se encanta com as histórias contadas por ela às crianças, dentre as quais a do "Osso Cantante", e mais uma vez se esquece do trabalho, perdendo o manuscrito. De volta da viagem, Wilheilm adoece gravemente e é ameaçado de prisão pelo Duque mas recebe ajuda do irmão e ambos acabam sendo reconhecidos como grandes escritores do país.

### A princesa dançarina
Um rei está preocupado com um mistério envolvendo a filha princesa, que está sempre com os sapatos gastos e esburacados, sem uma razão aparente. Ele é convencido por um esperto lenhador que lhe garante que irá descobrir o mistério em troca da mão da princesa (ou a condenação à morte, em caso de fracasso). O lenhador passa a vigiar a princesa usando uma capa de invisibilidade que ganhara de uma cigana.

### O sapateiro e os elfos
Próximo do Natal, um bondoso sapateiro resolve dar bonecos de madeiras feitos à mão por ele às crianças pobres de um orfanato. Mas como a data é próxima do aniversário de um poderoso nobre, ele recebe várias encomendas para sapatos, feitas por pessoas importantes da sociedade. Ele resolve deixar de lado as encomendas e continuar com seu trabalho para os presentes das crianças, mesmo sabendo que será punido pela sua falta. Mas ao adormecer, misteriosos elfos surgem para ajudá-lo.

### O osso cantante
O maldoso e covarde cavaleiro andante Sir Ludwig e seu atrapalhado e leal escudeiro Hans saem à caça de um perigoso dragão, tendo como prêmio oferecido metade do reino que está ameaçado pela fera. Na luta, Hans acaba matando o dragão mas posteriormente o cavaleiro assassina o criado, dizendo ao rei que fora ele o autor da façanha, ganhando em troca metade do reino. Mas a descoberta de um dos ossos de Hans no local em que fora enterrado, acaba revelando a todos o que de fato aconteceu e o cavaleiro é levado a julgamento.

## Recepção
- The Wonderful World of the Brothers Grimm arrecadou 8 920 615 dólares,[5] sendo 6,5 milhões nos Estados Unidos.[6]